# Пухштейн, Отто
Отто Пухштейн (нем. Otto Puchstein; 6 июля 1856, Лобез — 9 марта 1911, Берлин) — германский археолог и научный писатель, занимавшийся в основном раскопками сооружений периода античности.
Родился в Померании в семье пекаря, владевшего собственными пекарней и магазином, а также небольшой фермой. Начальную школу окончил в родном городе, в 1875 году получил в Драмбурге после завершения обучения в гимназии аттестат зрелости; с 1875 по 1879 год учился в Страсбургском университете, где изучал античную и ближневосточную археологию и классическую филологию; в 1880 году получил докторскую степень. С 1879 года был научным сотрудником при Берлинском музее, в 1881—1883 годах участвовал в научных экспедициях по гранту от Германского археологического института. В 1883 году занял должность помощника директора Берлинского музея, в 1886 году габилитировался в Берлинском университете. В 1896 году был назначен профессором античной археологии во Фрайбургском университете и преподавал там до конца жизни. В 1905—1911 годах возглавлял Германский археологический институт. Вечером 8 марта 1911 года перенёс тяжёлое кровоизлияние в мозг и скончался в 3 часа 9 марта в возрасте 55 лет. Панихида прошла в Берлине 11 марта, в ней приняли участие многие видные деятели, включая членов императорской фамилии. Его тело согласно предсмертной воле было перевезено в родной город, где он и был погребён.
Пухштейн известен участием в раскопках в районе горы Немрут-Даг (1882—1883), изучением античных храмов на Сицилии и в Южной Италии совместно с Робертом Кольдевеем (1892—1894), исследованиями в Баальбеке (1902—1905), Пальмире и Хаттусе (1907); с 1905 года его в качестве фотографа сопровождал племянник Эрих Пухштейн. Был одним из основателей Пергамского музея в Берлине и автором проекта реконструкции Пергамского алтаря. Своими находками внёс вклад в дешифровку хеттской письменности.
Основные научные труды: «Reisen in Kleinasien und Nordsyrien» (совместно с Карлом Хуманном, 1890), «Beschreibung der Skulpturen aus Pergamon: Gigantomachie» (1895), «Die griechischen Tempel in Unteritalien und Sizilien» (совместно с Робертом Кольдевеем, 1899), «Die griechische Bühne» (1901), «Führer durch die Ruinen von Baalbek» (1905), «Die ionische Säule» (1907).